# Olivier Sorin
Olivier Sorin (ur. 16 kwietnia 1981 roku w Gien) – francuski piłkarz grający na pozycji bramkarza.

## Kariera klubowa
25 czerwca 2014 roku Olivier podpisał 2–letni kontrakt z Stade Rennais FC i był w nim rezerwowym dla Benoît Costila.
| Sezon   | Klub             | Kraj    | Rozgrywki  | Mecze | Bramki | Rozgrywki Europy   | Mecze | Bramki |
| ------- | ---------------- | ------- | ---------- | ----- | ------ | ------------------ | ----- | ------ |
| 2001/02 | AS Nancy         | Francja | Division 2 | 9     | 0      | –                  | –     | –      |
| 2002/03 | AS Nancy         | Francja | Ligue 2    | 24    | 0      | –                  | –     | –      |
| 2003/04 | AS Nancy         | Francja | Ligue 2    | 19    | 0      | –                  | –     | –      |
| 2004/05 | AS Nancy         | Francja | Ligue 2    | 1     | 0      | –                  | –     | –      |
| 2005/06 | AS Nancy         | Francja | Ligue 1    | 4     | 0      | –                  | –     | –      |
| 2006/07 | AS Nancy         | Francja | Ligue 1    | 12    | 0      | Liga Europy UEFA   | 4     | 0      |
| 2006/07 | AJ Auxerre       | Francja | Ligue 1    | 20    | 0      | –                  | –     | –      |
| 2007/08 | AJ Auxerre       | Francja | Ligue 1    | 19    | 0      | –                  | –     | –      |
| 2008/09 | AJ Auxerre       | Francja | Ligue 1    | 18    | 0      | –                  | –     | –      |
| 2009/10 | AJ Auxerre       | Francja | Ligue 1    | 35    | 0      | –                  | –     | –      |
| 2010/11 | AJ Auxerre       | Francja | Ligue 1    | 38    | 0      | Liga Mistrzów UEFA | 8     | 0      |
| 2011/12 | AJ Auxerre       | Francja | Ligue 1    | 36    | 0      | –                  | –     | –      |
| 2012/13 | AJ Auxerre       | Francja | Ligue 2    | 24    | 0      | –                  | –     | –      |
| 2013/14 | AJ Auxerre       | Francja | Ligue 2    | 15    | 0      | –                  | –     | –      |
| 2014/15 | Stade Rennais FC | Francja | Ligue 1    | 0     | 0      | –                  | –     | –      |
| 2015/16 | Stade Rennais FC | Francja | Ligue 1    | 0     | 0      | –                  | –     | –      |

## Sukcesy
- Zdobycie Pucharu Ligi francuskiej : 2006 AS Nancy
- Mistrzostwo Francji w rozgrywkach Ligue 2 : 2005 AS Nancy.